# Universidad Argentina John F. Kennedy
La Universidad Argentina John Fitzgerald Kennedy (UK), es una universidad privada cuya sede central se encuentra en la Ciudad Autónoma de Buenos Aires, Argentina. Fue fundada por Miguel Herrera Figueroa el 4 de abril de 1964. 
La institución cuenta con 18 dependencias en la Ciudad Autónoma de Buenos Aires, 2 sedes en el área metropolitana de Buenos Aires y más de 100 Puntos Kennedy de educación virtual distribuidos por el resto del país. Posee 39 departamentos académicos y varios departamentos de estudiantes en donde se desarrollan diversas actividades deportivas, el coro Kennedy y talleres de teatro.
Ofrece carreras de grado y posgrado, carreras cortas, cursos y diplomaturas, además de establecimiento de educación básica y media. Cuenta con cuatro modalidades, presencial, virtual, UK en vivo e híbrida.
En 2019 se presentó en concurso preventivo de quiebra.
Actualmente la Universidad atraviesa un conflicto docente debido a falta de pago de salarios y reclamos de una parte del plantel que se encuentra trabajando sin estar registrado. Desde octubre de 2024 varios profesores han decidido cesar el dictado de clases y la corrección de trabajos de estudiantes como medida de fuerza ante la ausencia de respuesta de las autoridades.   